# Псих на мотоцикле
«Псих на мотоцикле » (англ. Motor Psycho ) — фильм ужасов, боевик 1992 года, с Элвисом Рестаино в главной роли.
Фильм также выходил под названием «Billy Badd», в России существуют переводы названия «Бешеный Билли» или «Билли Бэдд».
Не следует путать этот фильм с фильмом 1965 года режиссёра Расса Мейера «Мотопсихи».

## Тэглайнфильма
The war was in his mind… the terror is on the highway

## Сюжет
Молодая влюбленная пара из Нью-Йорка едет в романтическое путешествие. Их путь пролегает через пустыню. В это время из тюрьмы выпускают маньяка по прозвищу Бешеный Билли. При одном упоминании о нём полицейский разворачивает свой автомобиль в другую сторону и советует ребятам, обратившимся к нему за помощью, уносить ноги. Байкер с выбритой головой, одетый в чёрную кожу, Билли действительно псих на мотоцикле. Полицейского он убил и привязал к заднему сиденью. Застрелил двоих парней в машине и теперь играет с несчастными влюбленными, как кошка с мышкой, хотя мог бы убить их сразу.

## В ролях
- Томас Эмери Деннис
- Элвис Рестиано
- Николя Сейксас
- Джон Генри Уайттеккер
- Деннис Уэст